# Karlivka

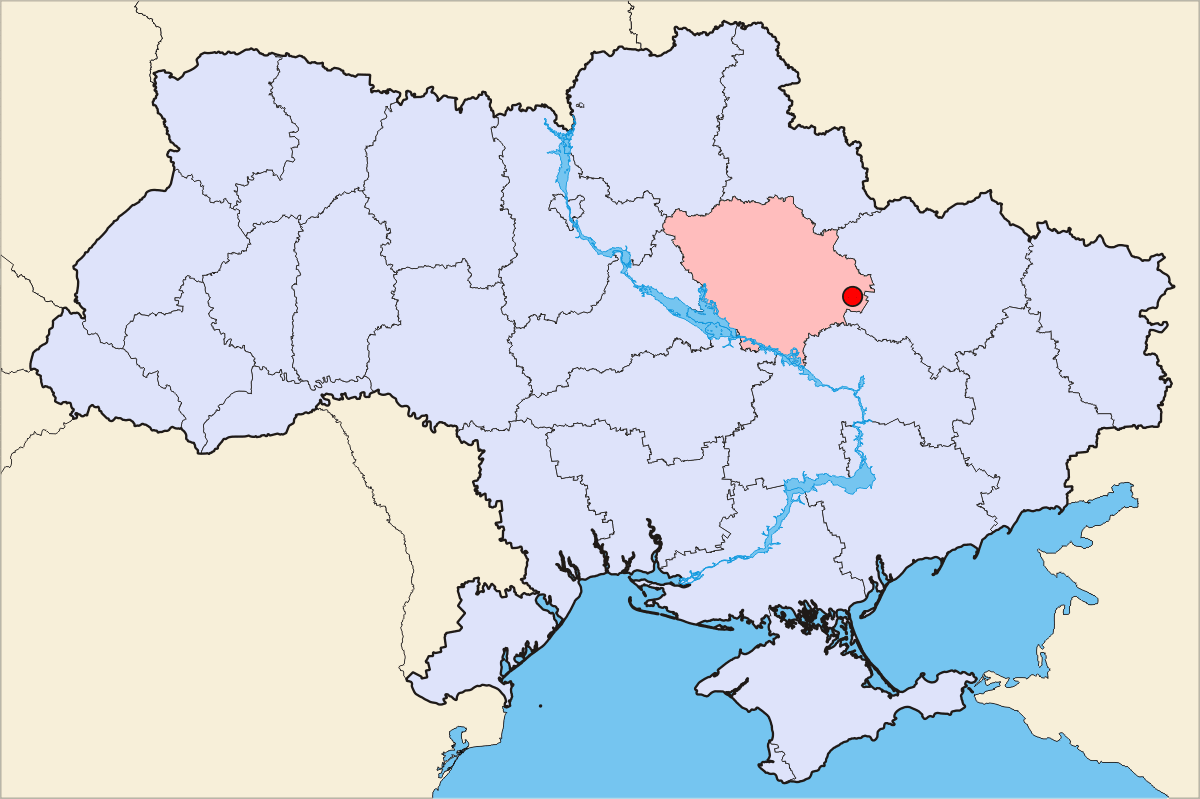
A localização de Karlivka na Ucrânia

Karlivka é uma cidade situada na região central da Ucrânia, em Oblast de Poltava. Segundo o censo de 2001, a população da cidade era de 17.995 habitantes.

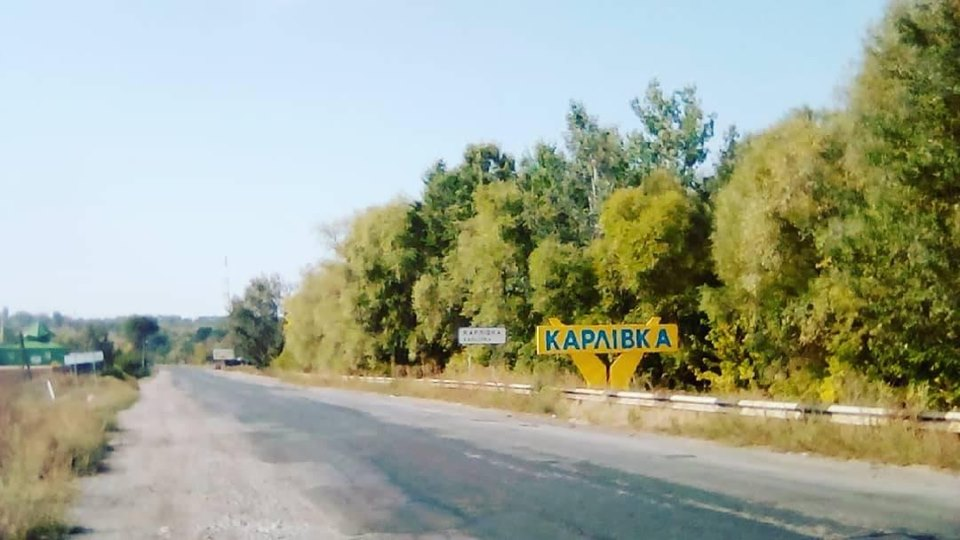

## Pessoas famosas de Karlivka
- Trofim Lysenko (1898–1976), biólogo ucraniano, promotor das teorias pseudocientíficas agrícolas denominado Lysenkoismo, que foi a política soviética oficial
- Nikolai Podgorny (1903-1983), político soviético, presidente do Presidium do Soviete Supremo da União Soviética (1965-1977)
- Semyon Ignatyev (1904-1983), político soviético, ministro do Interior no tempo de Estaline (1951-1953)